# Peter Wouters
Pour les articles homonymes, voir Wouters.
Peter Wouters, né le 22 mars 1967 est un homme politique belge flamand, membre de la N-VA.

## Carrière politique
- Président du district de Deurne (2013-)
- Député flamand depuis le 25 mai 2014
- Sénateur fédéral depuis le 11 janvier 2019